# 美式婚禮
美式婚礼大多数都是遵循英式婚礼的模式，即传统的白色婚礼。新娘身穿白色的婚纱。但美式婚礼和传统的白色婚礼仍有不同的地方，下面主要列举共通的部份：

## 婚礼之前
在婚禮之前一两个月，新人们要向参加婚礼的客人发送請柬。请柬通常为手写，以示郑重。如果是大量的请柬，也可以印制。在过去雕板印刷是一种高质量的印刷术，在现今使用雕板印刷则成为一项传统。接收到请柬后，并不要求受邀请者必须立即做出决定，是否出席婚礼；通常他们会先祝福新人。
虽然向新人赠送礼物不是必须，但通常所有参加婚礼的人都会选择这么做。虽然包装好的礼物可以直接带到婚礼现场。但最体贴的方式是送到请柬的发送地址。通常，礼物最好是家居用品，如盘子、银器、厨具或者电器等等。
需要选择一种婚礼颜色主题，婚礼中所有东西都需要适应这个主题。如 伴娘的裙子、花、请柬、装饰等等。但不一定强制需要这样做。
新郎的朋友要为新郎开一个party, 称为“单身汉派對”。party通常包含饮酒和刺激的娱乐节目，以表达这是新郎在结婚之前最后一次狂欢。现今，新郎的朋友们也流行起了“单身女派對”.

## 婚礼时
婚礼可以在任何地方举行，通常是在教堂、法院。婚礼通常由夫妻信仰的宗教的教士主持。最普遍的非宗教仪式源自公祷书中的简易圣公会仪式，这仪式历时可以少于10分钟，虽然通常会在其中插入音乐和演讲。因此，迟到一会儿就可能错过整个婚礼仪式。
美国新娘通常会身着白色、银色、亮色的婚纱，特别是第一次婚礼中。当然新娘可以选择任何颜色，但强烈不建议黑色，因为在西方这是丧服的颜色。
当新人离场时，通常会向新人身上抛撒白色种子或者糖果，像征丰收的祝福。个别地，教堂或社区会抛撒鸟食。他们认为鸟吃掉这些鸟食，稻谷就会丰收。现今新人会使用泡泡云中离场。
此后或者是在婚宾时，婚礼可以组织一次迎宾队列。宾客可以向整个婚礼团队致敬。

## 婚宴
饮酒，点心，也可以是全肉。
通常，伴郎和伴娘会上台向新人致祝酒辞，讲述关于新人的故事和祝福。有时候，客人也可以上台致祝酒辞。香槟通常在祝酒时饮用。
在象征性地切蛋糕时，新人可以共同地切下第一块蛋糕，喂给对方。有些时候，他们会恶作剧地将蛋糕涂到对方的脸上，但在一些地方这会被认为粗鲁。
如果有舞会，新人们会共同地跳第一支舞。然后跟自己的父母（女儿和父亲，儿子和母亲）跳，之后和婚礼团队的成员。新人会特别选择一些曲子，在自己和父母跳舞时播放。在一些地方，客人会期望和新人跳舞，并给新人少量的现金，称之为“dollar dance”。但在一些地方这会被认为粗鲁。
在20世纪时，新娘通常会向当场未婚女孩抛掷自己的新娘捧花(bridal bouquet)。相传抢到花束的女孩就会成为下一个新娘。相同的，新郎会向当场未婚男孩抛掷新娘的袜带。抢到袜带的男孩会把袜带系在抢到花束的女孩的腿上。但这种习俗在21世纪已经没落了。